# Lijst van Nederlandse geografische namen in het Frans
Dit is een lijst van Franse namen van plaatsen en provincies in Nederland. De namen zijn in gebruik geweest in de Franse tijd, maar worden altijd nog gebruikt door de Franstaligen en zijn ook op hedendaagse Franse kaarten terug te vinden.

## Provincies
- Hollande-Méridionale : Zuid-Holland
- Hollande-Septentrionale : Noord-Holland
- Zélande : Zeeland
- Gueldre : Gelderland
- Brabant-Septentrional : Noord-Brabant
- Frise : Friesland
- Groningue : Groningen
- Limbourg : Limburg

## Plaatsen
- Alphen-sur-Rhin of Alphen-sur-le-Rhin : Alphen aan den Rijn
- Berg-op-Zoom : Bergen op Zoom
- Bois-le-Duc : 's-Hertogenbosch
- Bréda : Breda
- Fauquemont : Valkenburg
- Flardingue : Vlaardingen
- Flessingue : Vlissingen
- Gueldorp: Geldrop
- Groningue : Groningen
- L'Écluse : Sluis
- La Haye : Den Haag
- Le Helder : Den Helder
- Leyde : Leiden
- Maestricht of Maëstricht : Maastricht
- Middelbourg : Middelburg
- Mont-Sainte-Gertrude : Geertruidenberg
- Nimègue : Nijmegen
- Rosendael : Roosendaal
- Ruremonde : Roermond
- Ryswick : Rijswijk
- Schéveningue : Scheveningen
- Terneuse : Terneuzen
- Tilbourg : Tilburg
- Wageningue : Wageningen